# Phare d'Orpesa
Le phare d'Orpesa est un phare situé dans la localité d'Oropesa del Mar, dans la province de Castellón (Communauté valencienne) en Espagne.
Il est géré par l'autorité portuaire de Castellón de la Plana .

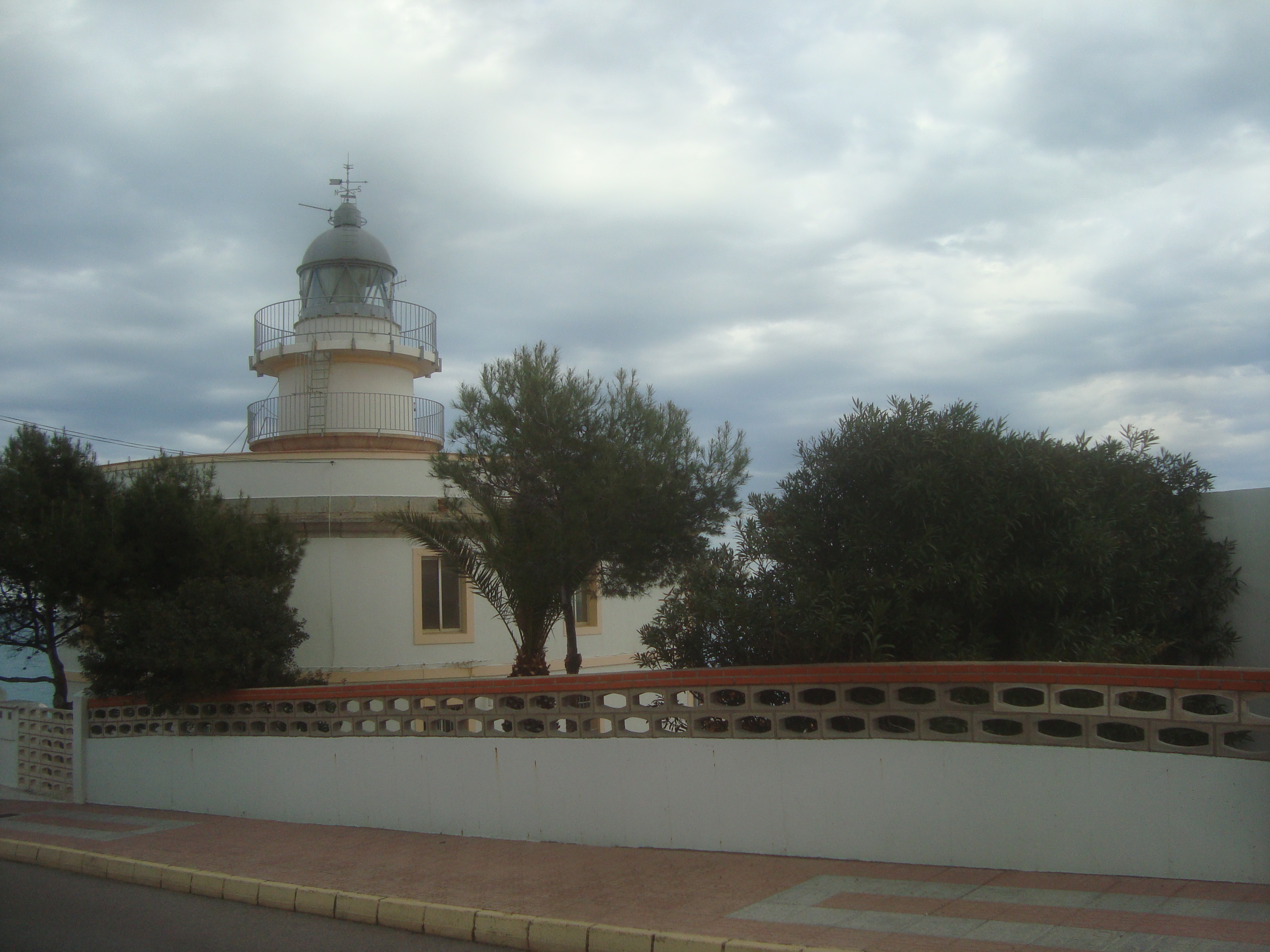
Phare d'Orpesa.

## Histoire
La première station de signalisation a été inaugurée en 1857 par la reine Isabel II. Rénové en 1891, c'est une tour cylindrique en maçonnerie de 13 m de haut, avec double galerie et lanterne, centrée sur une maison de gardiens de deux étages. Le deuxième étage est un ajout de 1891. Le phare est peint en blanc et la lanterne est grise. Il a été électrifié en 1924.
Il est placé sur le promontoire de Cabo de Orpesa, à environ 20 km au nord-est de Castellón de la Plana.

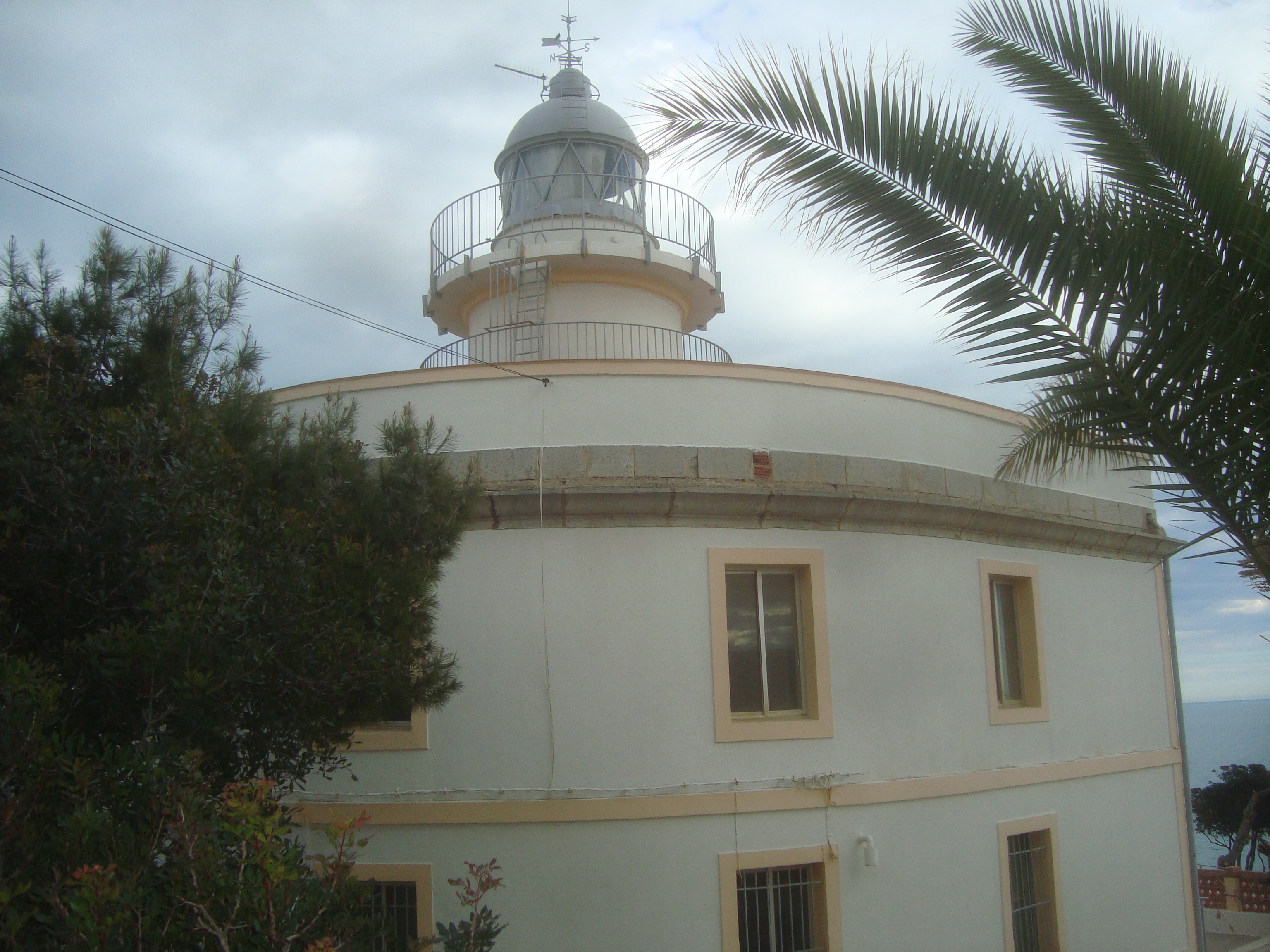
Phare d'Orpesa.

Identifiant : ARLHS : SPA035 ; ES-27100 - Amirauté : E0230 - NGA : 5516 .
|                      |
| Dans les années 1860 |

### Lien connexe
- Liste des phares d'Espagne